# Plateoplia flavata
Plateoplia flavata är en fjärilsart som beskrevs av W. Warren 1897. Plateoplia flavata ingår i släktet Plateoplia och familjen mätare. Inga underarter finns listade i Catalogue of Life.